# Gazella
Gazela (lat. Gazella) su predstavnici antilopskih vrsta iz roda Gazella. Šest vrsta koje su nekad bile u ovom rodu sada pripaduju rodovima Eudorcas i Nanger, koji su nekad smatrani podrodovima roda Gazella. Treći bivši podrod, Procapra, obuhvaća tri postojeće vrste azijskih gazela.
Gazele su poznate kao brze životinje. Neke mogu na kratko potrčati brzinama od po 100 km/h ili duži period brzinm od 50 km/h. Gazele uglavnom obitavaju u pustinjama, pašnjacima i savanama Afrike; ali se takođe nalaze u jugozapadnoj i središnjoj Aziji i Indijskom potkontinentu. One imaju tendenciju da žive u stadima i jedu manje grube, lako probavljive biljke i lišće. Gazele su relativno male antilope, pri čemu većina ima stojeću visinu od 60 – 110 cm u ramenima, i općenito su žućkaste boje.

## Vrste
1. Gazella arabica (Lichtenstein, 1827.)
2. Gazella bennettii (Sykes, 1831.)
3. Gazella cuvieri (Ogilby, 1841.)
4. Gazella dorcas (Linnaeus, 1758.)
5. Gazella erlangeri (Neumann, 1906.)
6. Gazella gazella (Pallas, 1766.)
7. Gazella leptoceros (F. Cuvier, 1842.)
8. Gazella saudiya (Carruthers and Schwarz, 1935.)
9. Gazella spekei (Blyth, 1863.)
10. Gazella subgutturosa (Güldenstaedt, 1780.)